# United Front Games
United Front Games – kanadyjskie studio produkcyjne z siedzibą w Vancouver istniejące w latach 2007–2016. Przedsiębiorstwo tworzyło gry na platformy PlayStation3, Xbox 360 oraz Windows. Studio jest twórcą gry ModNation Racers.
Skład członkowski obejmuje byłych pracowników EA Black Box, Rockstar Vancouver, Radical Entertainment i Volition, Inc., które to studia zajmowały się tworzeniem gier z otwartym światem.

## Historia
United Front Games powstało w 2007 roku. Pierwszym tytułem producenta był ModNation Racers, gra wyścigowa oparta na treściach generowanych przez użytkownika, która w niektórych krajach została wydana 21 maja 2010 roku, a w Stanach Zjednoczonych 25 maja 2010 roku.
14 sierpnia 2012 roku spółka wydała grę Sleeping Dogs (początkowo True Crime: Hong Kong), która nie należy do serii True Crime, lecz jest odrębną, zbudowaną od podstaw produkcją. Tytuł, choć otrzymał wysokie noty wśród recenzentów i graczy, to jednak wg wydawcy nie sprzedał się zbyt dobrze. United Front Games wyprodukował także LittleBigPlanet Karting, przy pomocy Media Molecule, twórców serii.
Serwis Waypoint dotarł do dokumentów koncepcyjnych sugerujących, że twórcy wstępnie planowali w 2013 roku stworzenie Sleeping Dogs 2, którego akcja rozgrywałaby się w Chinach, zaś jedną z innowacji miał być tzw. "massively single player", poczynania gracza mogłyby wpływać na świat innych graczy. Przyczyną zarzucenia projektu było przeznaczenie środków finansowych przez wydawcę, Square Enix na rozwój serii Tomb Raider oraz Hitman. Część pomysłów na rozgrywkę postanowiono wykorzystać w sieciowej strzelance Triad Wars – która ostatecznie nie została wydana.
Ostatnim dziełem studia jest kooperacyjna gra wieloosobowa Smash+Grab, która pojawiła się we wrześniu 2016 roku we wczesnym dostępie na Steamie, lecz po kilku miesiącach została stamtąd usunięta, gdy 17 października studio ogłosiło upadłość.

## Wyprodukowane gry
| Tytuł                                                                  | Rok               | Platformy                                                        | Wydawca                     |
| ---------------------------------------------------------------------- | ----------------- | ---------------------------------------------------------------- | --------------------------- |
| ModNation Racers                                                       | 2010              | PlayStation 3                                                    | Sony Computer Entertainment |
| Sleeping Dogs                                                          | 2012              | PlayStation 3, Xbox 360, Windows                                 | Square Enix                 |
| Sleeping Dogs: Nightmare in North Point (DLC)                          | 2012              | PlayStation 3, Xbox 360, Windows                                 | Square Enix                 |
| LittleBigPlanet Karting                                                | 2012              | PlayStation 3                                                    | Sony Computer Entertainment |
| Sleeping Dogs: The Year of the Snake (DLC)                             | 2013              | PlayStation 3, Xbox 360, Windows                                 | Square Enix                 |
| Tomb Raider (prace dodatkowe)                                          | 2013              | PlayStation 3, Xbox 360, Windows                                 | Square Enix                 |
| Halo: The Master Chief Collection (we współpracy z 343 Industries)     | 2014              | Xbox One                                                         | Microsoft                   |
| Disney Infinity 3.0 – Marvel Battlegrounds (wraz z Avalanche Software) | 2016              | PlayStation 3, Xbox 360, PlayStation 4, Xbox One, Wii U, Windows | Disney Interactive Studios  |
| Triad Wars                                                             | projekt anulowany | PlayStation 4, Xbox One, Windows                                 | Square Enix                 |
| Smash+Grab                                                             | projekt anulowany | Windows                                                          | United Front Games          |